# Bay Keys
Les Bay Keys sont des îles des Keys, archipel des États-Unis d'Amérique situé dans l'océan Atlantique au sud de la péninsule de Floride. Elles sont situées dans les Lower Keys et relèvent administrativement du comté de Monroe.